# Matthiola flavida
Matthiola flavida är en korsblommig växtart som beskrevs av Pierre Edmond Boissier. Matthiola flavida ingår i släktet lövkojor, och familjen korsblommiga växter. Inga underarter finns listade i Catalogue of Life.